# Anàlisi de circuits elèctrics
En enginyeria elèctrica i electrònica, una xarxa és una col·lecció de components interconnectats. L'anàlisi de la xarxa és el procés de trobar les tensions a través i els corrents a través de tots els components de la xarxa. Hi ha moltes tècniques per calcular aquests valors; tanmateix, en la seva majoria, les tècniques assumeixen components lineals. Excepte quan s'indiqui, els mètodes descrits en aquest article només són aplicables a l'anàlisi de xarxes lineals.

## Definicions[2]
| Component                             | Un dispositiu amb dos o més terminals als quals, o dels quals, pot passar corrent. |
| Node                                  | Punt en què s'uneixen terminals de més de dos components. Un conductor amb una resistència substancialment nul·la es considera un node per a l'anàlisi. |
| Sucursal                              | Component(s) que uneixen dos nodes. |
| Malla                                 | Un grup de branques dins d'una xarxa unides per formar un bucle complet de manera que no hi hagi cap altre bucle al seu interior. |
| Port                                  | Dos terminals on el corrent que entra a un és idèntic al corrent que surt de l'altre. |
| Circuit                               | Un corrent d'un terminal d'un generador, a través dels components de càrrega i torna a l'altre terminal. Un circuit és, en aquest sentit, una xarxa d'un sol port i és un cas trivial per analitzar. Si hi ha alguna connexió amb altres circuits, s'ha format una xarxa no trivial i han d'existir almenys dos ports. Sovint, "circuit" i "xarxa" s'utilitzen indistintament, però molts analistes reserven "xarxa" per significar un model idealitzat que consta de components ideals. |
| Funció de transferència               | Relació dels corrents i/o tensions entre dos ports. Molt sovint, es discuteix un port d'entrada i un port de sortida i la funció de transferència es descriu com a guany o atenuació. |
| Funció de transferència de components | Per a un component de dos terminals (és a dir, un component d'un port), el corrent i la tensió es prenen com a entrada i sortida i la funció de transferència tindrà unitats d'impedància o admissió (normalment és una qüestió de conveniència arbitrària que la tensió o el corrent siguin considerada l'entrada). Un component de tres (o més) terminals efectivament té dos (o més) ports i la funció de transferència no es pot expressar com una impedància única. L'enfocament habitual és expressar la funció de transferència com una matriu de paràmetres. Aquests paràmetres poden ser impedàncies, però hi ha un gran nombre d'altres enfocaments (vegeu xarxa de dos ports). |

## Circuits equivalents
Un procediment útil en l'anàlisi de xarxes és simplificar la xarxa reduint el nombre de components. Això es pot fer substituint components físics per altres components nocionals que tinguin el mateix efecte. Una tècnica particular podria reduir directament el nombre de components, per exemple, combinant impedàncies en sèrie. D'altra banda, només podria canviar la forma en una en què els components es poden reduir en una operació posterior. Per exemple, es podria transformar un generador de tensió en un generador de corrent utilitzant el teorema de Norton per poder combinar posteriorment la resistència interna del generador amb una càrrega d'impedància paral·lela.

## Anàlisi nodal
L'anàlisi nodal utilitza el concepte de tensió de node i considera que les tensions de node són les variables desconegudes. Per a tots els nodes, excepte un node de referència escollit, la tensió del node es defineix com la caiguda de tensió del node al node de referència. Per tant, hi ha N-1 voltatges de nodes per a un circuit amb N nodes.
En principi, l'anàlisi nodal utilitza la llei actual de Kirchhoff (KCL) a N-1 nodes per obtenir N-1 equacions independents. Com que les equacions generades amb KCL són en termes de corrents que entren i surten dels nodes, aquests corrents, si no es coneixen els seus valors, s'han de representar per les variables desconegudes (tensions de nodes). Per a alguns elements (com resistències i condensadors) obtenir els corrents de l'element en termes de voltatges de nodes és trivial.
Per a alguns elements comuns on això no és possible, es desenvolupen mètodes especialitzats. Per exemple, un concepte anomenat supernode s'utilitza per a circuits amb fonts de tensió independents.
1. Etiqueta tots els nodes del circuit. Seleccioneu arbitràriament qualsevol node com a referència.
2. Definiu una variable de tensió des de cada node restant fins a la referència. Aquestes variables de tensió s'han de definir com la tensió augmenta respecte al node de referència.
3. Escriu una equació KCL per a cada node excepte la referència.
4. Resoldre el sistema d'equacions resultant.